# Pedro Centeno

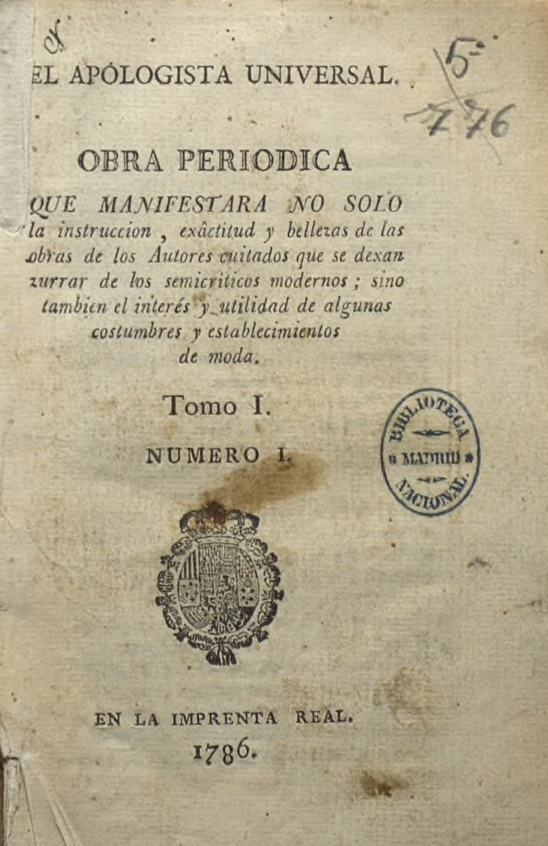
El Apologista universal, obra periódica editada en Madrid en la Imprenta Real, n.º 1, 1786. Biblioteca Nacional de España.

Pedro Centeno (c. 1730-Salamanca, 2 de enero de 1803) fue un religioso agustino calzado, teólogo, académico de la historia y escritor satírico español.
Defensor del pensamiento ilustrado, fue procesado por el Tribunal del Santo Oficio y falleció enclaustrado en el convento de su orden en Salamanca el 2 de enero de 1803. Dirigió El Apologista Universal, obra periódica de la que editó dieciséis números entre 1786 y 1787. Utilizó los seudónimos de Eugenio Habela Patiño, Policarpo Chinchilla, José Antonio Flox y Simplicio Benedicto.

## Biografía
Según alguna información oral llegada a Santiago Vela podría ser natural de Arenillas de Riopisuerga, provincia de Burgos, aunque el biógrafo de la Orden tenía por más probable la opinión del marqués de Valmar que lo hacía extremeño, sin mayor precisión, y Rafael Lazcano en su Tesauro Agustiniano lo dice nacido en 1730 en Acebo, provincia de Cáceres. En 1787, al tiempo que publicaba, aunque no lo hiciese con su nombre, El Apologista Universal, era lector de Artes en el Colegio de doña María de Aragón de Madrid. En 1789 era ya presentado en Teología en el convento de San Felipe el Real (un grado anterior al de maestro que requería el ejercicio de una cátedra durante quince o más años) y en 1791 fue admitido como académico correspondiente en la Academia de la Historia. Por sus conocimientos de historia, tanto civil como eclesiástica, se encargó, junto con el padre Juan Fernández de Rojas, de las Adiciones al año cristiano de Jean Croisset, si bien solo pudo llegar a trabajar en el primero de sus cinco tomos, aparecido en 1794.
Centeno alcanzó celebridad como editor y redactor prácticamente en solitario de El Apologista Universal, publicación satírico crítica subtitulada «Obra periódica que manifestará no solo la instrucción, exactitud y bellezas de las obras de los Autores cuitados que se dexan zurrar de los semicríticos modernos, sino también el interés y utilidad de algunas costumbres y establecimientos de moda», de la que aparecieron dieciséis números sin periodicidad fija entre julio de 1786 y enero de 1788, quedando suspendida su publicación en febrero de este año tras ser prohibido por la censura el número diecisiete. Su objeto, según escribía Juan Sempere y Guarinos, cuando la publicación iba por la decimocuarta entrega, era «ridiculizar algunas obras muy malas, costumbres y expresiones extravagantes, particularmente en materia de literatura», para lo que, añadía:

El P. Centeno ha manifestado un talante muy original [...] Su ironía es muy fina y sostenida, su crítica delicada, y el estilo gracioso y lleno de agudeza. Esta obra es muy útil para corregir el mal gusto, el chabacanismo, la irregularidad, pedantería y demás vicios de los escritores.

Menos favorable es el juicio de Menéndez Pelayo, que encontraba en la publicación algunos chistes buenos «y otros pesados y frailunos», acusando cierta monotonía en el continuado recurso burlesco a la defensa irónica de todo aquello que en realidad se proponía atacar. Los objetos de su crítica serán la pedantería y la falsa erudición, la superstición en materia de religión y, sobre todo, según Inmaculada Urzainqui, «las apologías de España ayunas de objetividad», lo que le hizo situarse decididamente al lado de El Censor en sus críticas a Juan Pablo Forner y su Oración apologética por la España y su mérito literario, objeto predilecto de sus sátiras a partir del número doce. Forner, «archipoeta asiático», protagonizaba precisamente el número prohibido por la censura que puso fin a la publicación.
No obstante, no fueron estas sátiras la causa de los problemas de Centeno con la Inquisición, que no encontró nada censurable en el último número del Apologista dado a la luz, sino el único escrito que, junto con las Adiciones al año cristiano, publicó con su nombre: la Oración que en la solemne Acción de gracias que tributaron a Dios en la Iglesia de San Felipe el Real de esta Corte las pobres niñas del barrio de la Comadre, asistentes a su escuela gratuita, por haberlas vestido y dotado S. M. con motivo de su exaltación al trono... dixo el P. presentado en Sagrada Teología... En el sermón, pronunciado el 20 de septiembre de 1789, encontraban los censores que en la defensa que Centeno hacía de las sociedades de caridad dedicadas a la instrucción de las niñas pobres, escarnecía a quienes —sin motivo, según aclaraban— tenía por contrarios a tales sociedades, además de que criticaba la instrucción cristiana que se impartía en tales escuelas, «que origina falsas creencias por falta de claridad y método en la exposición», una crítica velada a los catecismos de Ripalda y Astete que, de forma más explícita aunque privada, había expuesto ya en la carta que un mes antes había dirigido a un amigo, Ramón Carlos Rodríguez, en la que detallaba los errores que encontraba en el catecismo de Ripalda, carta que igualmente acabó en poder de los inquisidores.
Las delaciones contra Centeno según Juan Antonio Llorente, que como secretario del tribunal conoció el caso de primera mano, «fueron tan varias como las clases de delatores», pero los inquisidores actuaron en su caso con benevolencia, librándole de las cárceles secretas por su gran fama y la protección de Floridablanca, así como por el temor de que entre los delatores hubiese calumniadores resentidos. Las acusaciones principales fueron dos: que reprobaba las prácticas piadosas de rosarios, procesiones, novenas y otras devociones anteponiendo a todas ellas la beneficencia, según había sostenido —decía Llorente— en el sermón predicado con ocasión de las honras de un grande que había hecho poco caso de las prácticas de devoción exteriores, y que negaba la existencia del limbo, por lo que habiendo sido nombrado censor de un catecismo que se imprimía para las escuelas gratuitas de Madrid había tachado toda mención a él. Conminado a decir categóricamente si creía o no en el limbo, respondió que no tratándose de artículo de fe no estaba obligado a contestar, «pero que no teniendo motivos de negar su opinión, confesaba no creer que hubiese limbo», y solicitó licencia para exponer por escrito su dictamen sobre la materia, acerca de la que, una vez autorizado, escribió un «tratado teológico» en setenta pliegos de letra pequeña y renglones muy juntos, según Llorente, que decía haberlo leído por curiosidad y haber quedado admirado de «tanta, tan profunda y tan recóndita erudición». Condenado, no obstante, por sospecha vehemente de herejía fue obligado a abjurar, como hizo, y sentenciado a diversas penitencias y reclusión en un convento de la orden, lo que según Llorente le produjo una hipocondría «tan exaltada que le debilitó el uso de la razón».
Tras la condena pasó por los conventos agustinos de Arenas de San Pedro, Toro y Salamanca, falleciendo en este —y no en Arenas, como creía Llorente, ni en Toro, según Menéndez Pelayo— en los primeros días de enero de 1803. Tanto el sermón pronunciado ante las niñas pobres de las escuelas gratuitas, como la carta a Ramón Carlos Rodríguez y el escrito de su defensa, tan elogiado por Llorente, fechado en el convento de San Felipe el Real de Madrid el 21 de noviembre de 1791, fueron prohibidos por Edicto de los señores inquisidores fechado el 12 de noviembre de 1796 e incorporados al Índice.